# Metalimnobia (Metalimnobia) charlesi
Metalimnobia (Metalimnobia) charlesi is een tweevleugelige uit de familie steltmuggen (Limoniidae). De soort komt voor in het Palearctisch gebied.